# Kumodraž
Kumodraž (în sârbă Кумодраж; pronunțat [kûmɔdraːʒ]) este un cartier urban din Belgrad, capitala Serbiei. Este situat în comuna Voždovac din Belgrad.

## Geografie
Kumodraž este situat în partea central-estică a comunei, în secțiunea inferioară a câmpiei Kumodraž (Kumodraško polje), în valea pârâului Kumodraški poto. Granițele estice și sudice ale cartierului sunt marcate de o serie de dealuri: Torlak, Golo Brdo, Stražarska Kosa, iar zona Kumodraž este o sursă a multor altor pârâuri în afară de cel care a dat numele cartierului: Rakovički potok (curge prin cartierele Selo Rakovica și Rakovica), Lipica (curge prin cartierul Jajinci), Zavojnička reka (afluent al râului Bolečica), Bubanj potok (curge prin Bubanj Potok, de asemenea afluent al râului Bolečica), Kamena voda etc. La nord, Kumodraž se învecinează cu cartierul Voždovac, la nord-vest cu Veliki Mokri Lug și la est cu Jajinci.

## Populație
Populația din Kumodraž după recensămintele oficiale (iugoslave și sârbe) ale populației:
- 1921 - 1.321
- 1971 - 8.547
- 2002 - 13.004[3] (Kumodraž, 5.405; Kumodraž I, 3.631; Kumodraž II 3.968)
- 2011 - 13.343[4] (Kumodraž, 6.064; Kumodraž I, 3.852; Kumodraž II 3.427)

## Istorie

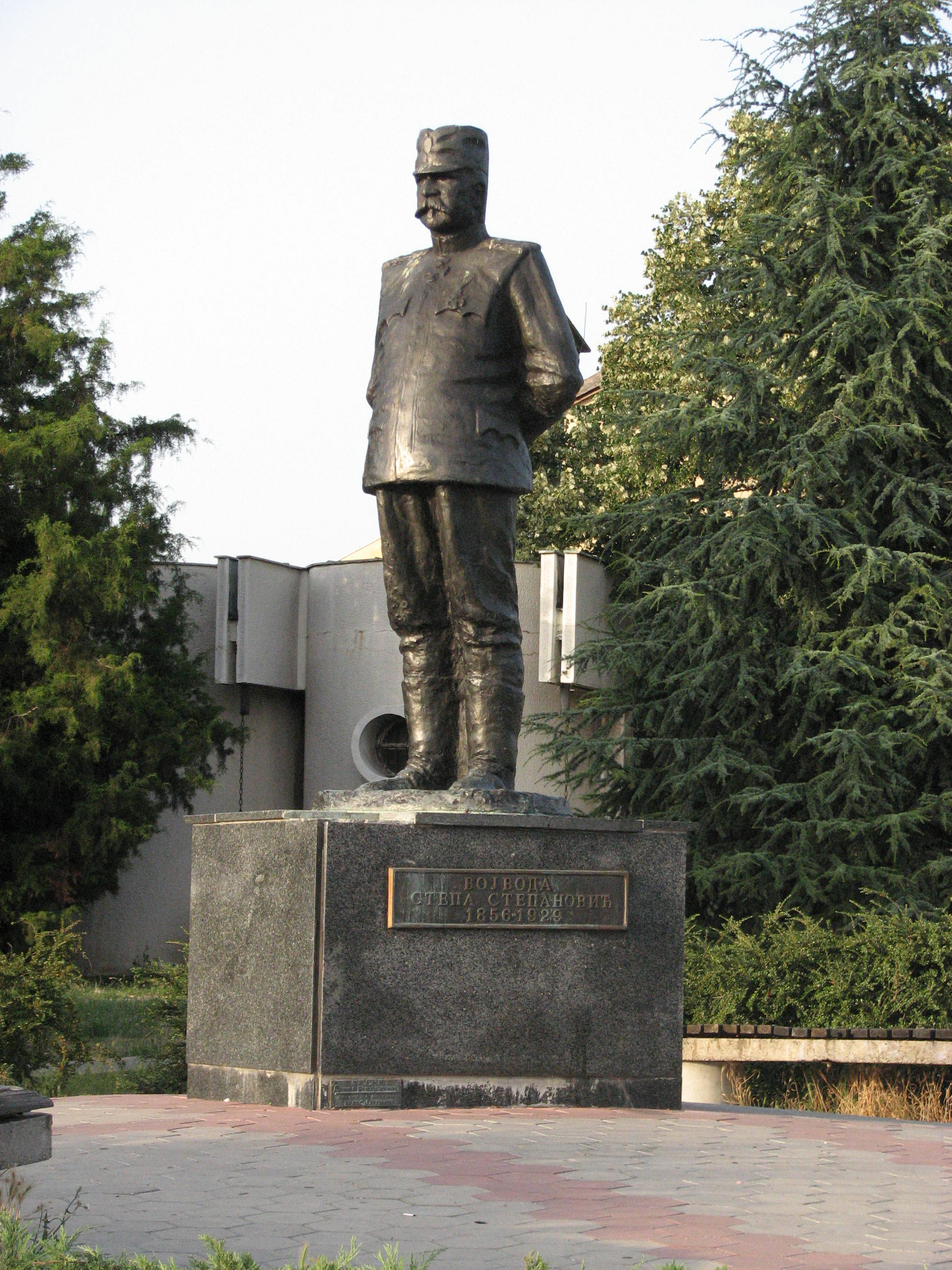
Monumentul mareșalului Stepa Stepanović din Kumodraž, Belgrad

Un apeduct roman a fost folosit pentru a aduce apa de pe dealul Kumodraž. La un moment dat a fost unit cu apeductul de pe dealul Mokri Lug, apoi a continuat mai departe spre castrum Singidunum (Kalemegdan). Atât Mokri Lug cât și Kumodraž sunt dealuri, astfel încât înclinația naturală a permis ca apa să curgă în jos spre Singidunum.
În perioada anterioară Primului Război Mondial, Kumodraž a avut propria sa comună care se întindea spre nord până la marginea estică a Belgradului, cuprinzând suburbiile orașelor exterioare, astăzi cartiere, cum ar fi Dušanovac.
Kumodraž a fost un sat mic, agricol, departe de centrul Belgradului, dar după anii 1960 populația a crescut, așa cum s-a întâmplat în aproape toate suburbiile Belgradului la acea vreme. În anii 1970, Kumodraž a fost declarat administrativ comunitate locală ("mesna zajednica") parte a comunei Voždovac (care, de asemenea, era parte a orașului Belgrad propriu-zis, uža teritorija grada), mai degrabă decât ca o așezare separată. Astăzi, Kumodraž este o singură zonă continuă, chiar dacă se află la aproximativ 10 kilometri de centrul orașului. Este împărțit în mai multe sub-cartiere: Kumodraž, Kumodraž I, Kumodraž II și Torlak.
Unul dintre cei mai importanți lideri ai armatei sârbe din istoria modernă, vojvoda Stepa Stepanović, s-a născut la Kumodraž în 1856, iar locul său de naștere este transformat într-o casă memorială dedicată lui, iar pădurea din apropiere este numită Stepin Lug („groapa lui Stepa”). În plus, strada principală din Kumodraž poartă numele de Vojvode Stepe (cu toate că se află mai aproape de centrul orașului, la Autokomanda).
În cartier există o Biserică a Sfintei Treimi. Alături se află un mic cimitir care găzduiește un memorial al soldaților sârbi uciși în timpul scurtei ocupații austro-ungare de la Belgrad la sfârșitul anului 1914, în timpul Primului Război Mondial. A fost ridicat un memorial și pe locul din 1914-1915 al sediului central al Apărării de la Belgrad.
Vechiul meyhane (bar tradițional turc) este situat în partea centrală a fostului sat. Acesta a fost construit în 1865 ca un turn de veghe otoman aflat de-a lungul drumului Kragujevac. Guvernul sârb l-a transformat ulterior într-un post de jandarmerie, în timp ce în primul război mondial a fost transformat în meyhane și apoi în spital militar. Mai târziu a devenit kafana (cafenea), magazin alimentar și biblioteca școlii elementare „Vojvoda Stepa”. În timp, pridvorul arcadei a fost înlocuit cu o arhitravă și șindrilele acoperișului au fost înlocuite cu dale de acoperiș adecvate. A fost plasat sub protecția preliminară a statului, dar proiectul a fost abandonat între timp.

## Kumodraž I
Este extinderea centrală și vestică a cartierului, nucleul așezării moderne a Kumodražului. Kumodraž II se află la est și nord și Torlak în nord-vest. Este conectat la Belgrad prin liniile de autobuz 33 și 39.

## Kumodraž II
Extinderea nordică a cartierului, care face legătura urbană cu cartierul Voždovac poartă numele de Kumodraž II. Este un sub-cartier modern, situat în zona marcată de cotul străzii Kumodraška și de strada Vojvode Stepe. A fost construit ca o extindere directă a zonei industriale Voždovac de-a lungul străzii Kumodraška. Este conectat la Belgrad prin linia de autobuz 25.

## Torlak
Întreaga secțiune vestică a Kumodražului formează sub-cartierul Torlak. A fost numit după dealul Torlak, înalt de 308 de metri, care a fost foarte important în operațiunile militare pentru apărarea Belgradului în Primul Război Mondial. În această zonă se află Institutul de Farmacologie din Serbia și Institutul de Imuno-biologie și Virusologie (producătorul de vaccinuri, cunoscut popular sub numele de „Torlak”).